# Sunbeam

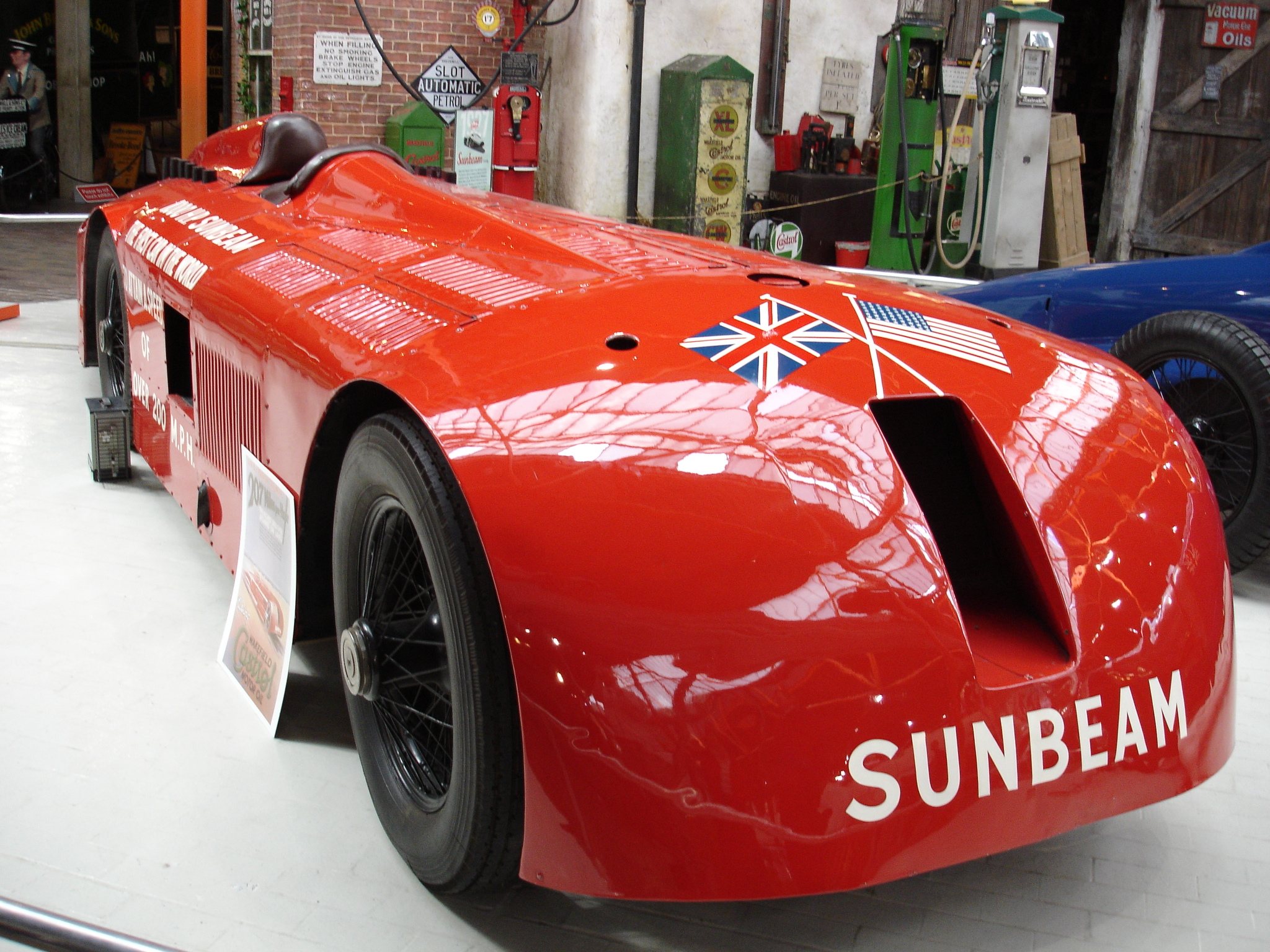
Rekordní model Sunbeam 1000HP

Sunbeam (v překladu z angličtiny Sluneční paprsek) je bývalá anglická značka osobních i závodních automobilů.

## Začátky
Firmu založil v roce 1877 ve Wolverhamptonu John Marston, zpočátku vyráběla jízdní kola, v roce 1899 začala vyvíjet vlastní automobily a v roce 1901 uvedla na trh první vůz značky Sunbeam Mabley. V roce 1905 se automobilová divize osamostatnila od zbytku firmy. V roce 1909 do ní nastoupil konstruktér Louis Coatalen, který o rok později přišel se závodním vozem Sunbeam Nautilus s neobvyklou aerodynamickou karoserií. Úspěšný byl však až jeho nástupce Sunbeam Toodles, který vytvořil v roce 1911 světový rychlostní rekord 138 km/h.

## Slavná éra
Za první světové války firma dodávala na frontu nákladní a sanitní vozy, vyráběla také letecké motory jako Sunbeam Arab, vyvinula také vlastní letadlo Sunbeam Bomber, které se však bojového nasazení nedočkalo. Po válce se Sunbeam spojil s automobilkami Darracq a Talbot a dále rozvíjel program sportovních vozů. S modelem Sunbeam 350HP vytvořil Kenelm Lee Guinness v květnu 1922 rekord 215,25 km/h. Malcolm Campbell tento rekord v červenci 1925 vylepšil na 242,628 km/h a v březnu 1927 s novým vozem Sunbeam 1000HP poháněným motorem Sunbeam Matabele, nazývaným pro svůj tvar Slimák, překonal Henry Segrave jako první hranici 200 mil za hodinu (327,971 km/h). Segrave také vyhrál s vozy Sunbeam Grand Prix Francie 1923 (vůbec první vítězství britského vozu na Velké ceně) a Grand Prix San Sebastián 1924, v závodě 24 hodin Le Mans 1925 byl druhý. Kromě toho Sunbeam nadále vyráběl osobní vozy vyšší třídy a také autobusy a trolejbusy.

## Noví majitelé
Velká hospodářská krize vedla k finančním problémům automobilky, která se v roce 1935 stala součástí koncernu Rootes Group. Tato etapa je charakterizována přestěhováním továrny do Rytonu a chaotickými změnami výrobního programu, z něhož vyčnívají jen úspěšné vozy Sunbeam-Talbot, Sunbeam Alpine, na kterém závodil Stirling Moss, a v šedesátých letech populární osmiválcový roadster Sunbeam Tiger. V roce 1964 byli majitelé nuceni upadající firmu prodat americké společnosti Chrysler. Posledním nositelem jména byl hatchback Chrysler Sunbeam, po ukončení jeho výroby v roce 1980 značka definitivně zanikla.